# BM Большой Медведицы
BM Большой Медведицы (лат. BM Ursae Majoris) — двойная затменная переменная звезда типа W Большой Медведицы (EW) в созвездии Большой Медведицы на расстоянии приблизительно 1533 световых лет (около 470 парсеков) от Солнца. Видимая звёздная величина звезды — от +14,75m до +13,8m. Орбитальный период — около 0,2712 суток (6,5093 часов).

## Характеристики
Первый компонент — оранжевый карлик спектрального класса K0V.